# Oswald Achenbach
Pour les articles homonymes, voir Achenbach.
 (novembre 2015).
Si vous disposez d'ouvrages ou d'articles de référence ou si vous connaissez des sites web de qualité traitant du thème abordé ici, merci de compléter l'article en donnant les références utiles à sa vérifiabilité et en les liant à la section « Notes et références ».
Oswald Achenbach, né le 2 février 1827 à Düsseldorf, où il est mort le 1er février 1905, est un peintre prussien.
Peintre paysagiste, ses vues colorées rappellent son attirance pour la baie de Naples et les environs de Rome. Il a peint de nombreux paysages animés de petites figures, donnant un caractère anecdotique et doux à ses tableaux, notamment sa Scène dans un parc italien (Munich), et Crépuscule sur le Vésuve (Düsseldorf).

## Biographie

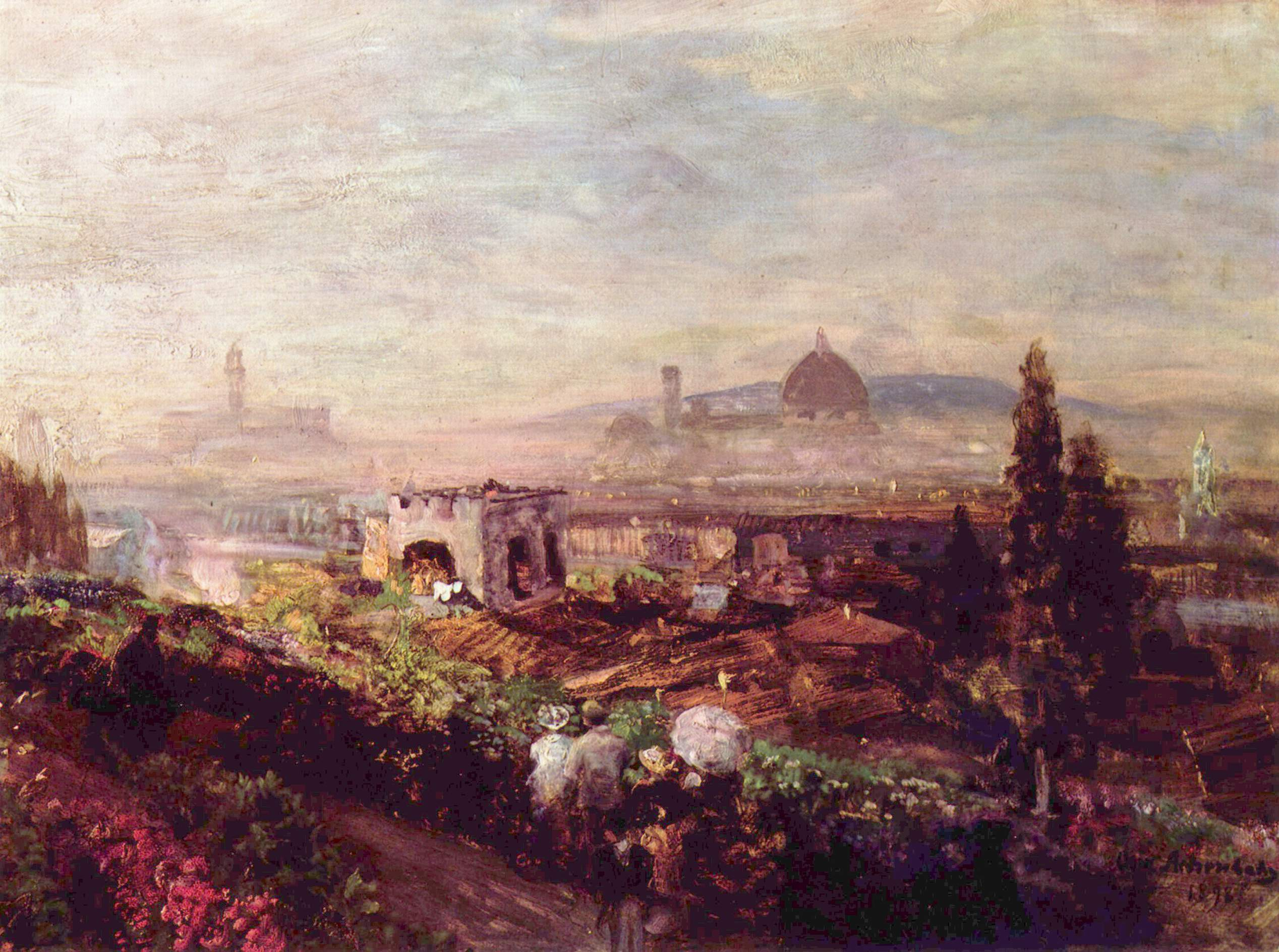
Vue de Florence (1898), Düsseldorf, Museum Kunstpalast.

Oswald Achenbach naît à Düsseldorf. Il est le cinquième d'une fratrie de 10 enfants. Ses parents sont Hermann Achenbach et Christine Zülch : ils donnent naissance à deux des plus importants peintres allemands du XIXe siècle, Andreas et Oswald. Leur père avait exercé différents métiers : d'abord brasseur de bière et de vinaigre, puis propriétaire d'une auberge à Düsseldorf, et plus tard comptable. Alors qu'Oswald Achenbach est encore un enfant, sa famille déménage à Munich, où l'enfant est scolarisé (au moins pour un temps) à l'école primaire. La date du retour de la famille à Düsseldorf n'est pas connue. 

### Les premières années

#### Élève à l'Académie des beaux-arts de Düsseldorf
Oswald Achenbach est formé par son frère Andreas Achenbach. Dès 1835, il intègre la classe élémentaire de l'Académie des beaux-arts de Düsseldorf, ce qui est contraire aux règles de l'institution qui exigent un âge minimum de douze ans. Achenbach poursuit son apprentissage à l'académie jusqu'en 1841, où il apprend les bases du dessin dans la classe élémentaire (à l'exception d'une année passée dans la classe d'architecture). Cela non plus ne correspond pas au parcours suivi habituellement pas les étudiants de l'académie.
La raison pour laquelle Achenbach quitte l'Académie de Düsseldorf en 1841 n'est pas connue. Grâce à ses cahiers d'esquisses, on sait qu'à cette époque il effectue de nombreuses études préparatoire sur nature, dans les environs de Düsseldorf. Dans son essai sur Achenbach, Mechthild Potthoff émet l'hypothèse que son départ est dû à son mécontentement croissant envers l'enseignement rigide prodigué à l'Académie.

#### Les premiers grands voyages
En 1843, Achenbach effectue un voyage vers la Haute-Bavière (Oberbayern) et le Nord Tirol, et continue pendant ce temps ses études préparatoires. Les plus anciennes de ses peintures à l'huile remontent à cette époque. De même, le voyage vers l'Italie du Nord, qu'Achenbach effectue avec son ami et futur élève Albert Flamm à l'été 1845, lui sert à poursuivre ses études préparatoires sur le motif. À partir de là, les tableaux qu'Achenbach crée ont pour sujets principaux les paysages italiens. 
Des œuvres qu'Achenbach peint avant 1850, seules quelques-unes ont été conservées. Elles montrent que tant le choix de ses motifs que sa technique de peinture sont encore très influencés par ce qui est enseigné dans les académies d'art à cette époque. L'influence de Johann Wilhelm Schirmer et de Carl Rottmann y est encore perceptible. Dans les études à l'huile d'Achenbach peintes durant ce voyage, les paysages et les détails de la végétation italienne occupent une place prédominante, alors que les motifs architecturaux et les portraits jouent un rôle beaucoup moins important.

#### Achenbach et la vie culturelle à Düsseldorf
À partir du début du XIXe siècle, certains artistes et représentants de mouvements artistiques s'opposent à la conception académique de l'art. Achenbach compte parmi ces artistes qui critiquent l'académie de Düsseldorf, et devient très tôt membre de deux associations düsseldorfoises rejointes par de nombreux artistes qui partagent les mêmes opinions. Ces deux associations se nomment l'« Association des artistes düsseldorfois pour le soutien et l'aide mutuels » et Malkasten (« La boîte à peinture »), qui est fondée le 11 août 1848. Achenbach fait d'ailleurs partie des membres fondateurs de cette dernière. L'objectif de Malkasten est de réunir et de soutenir différents artistes. Des pièces de théâtre sont collectivement mise en scène, et ils organisent des soirées musicales et des expositions. Achenbach participe activement à de nombreuses manifestations de ce genre, jouant ou mettant en scène des pièces ou encore s'occupant de la régie. Il est resté lié à l'association Malkasten toute sa vie.
À partir de 1850, ses peintures sont exposées dans la galerie d'Eduard Schulte, nouvellement fondée à Düsseldorf. C'est dans cette galerie que sont exposées les œuvres d'artistes qui prennent leurs distances vis-à-vis de l'Académie de Düsseldorf. Cette galerie contribue beaucoup au succès financier d'Achenbach en tant que peintre, et elle se développe jusqu'à devenir une des principales galeries d'Allemagne, ouvrant également des succursales à Berlin ou à Cologne.

### Les premiers grands voyages en Italie
À l'été 1850, Achenbach entreprend de nouveau un voyage en Italie, qui le mène à Nice, puis à Gênes et à Rome. Avec Albert Flamm, il voyage dans les environs de la capitale italienne, visitant avant tout les lieux à qui d'autres peintres avant lui s'étaient déjà intéressés. Durant ce voyage, Achenbach apprend à mieux connaître Arnold Böcklin, Ludwig Thiersch et Heinrich Dreber, passant beaucoup de temps avec eux à Olevano. Thiersch racontera plus tard à quel point ces artistes traitent différemment le paysage. Alors que Dreber produit des dessins minutieux à la mine de plomb, Böcklin s'imprègne simplement, des jours durant, des impressions que produisent sur lui le milieu dans lequel il se trouve plongé, ne conservant que peu de détails dans son cahier d'esquisses. Achenbach et Flamm, au contraire, peignent directement des esquisses à l'huile, en pleine nature. Les esquisses d'Achenbach montrent qu'il s'intéresse peu aux détails et se concentre plutôt sur les couleurs et les formes générales, ainsi que sur les jeux d'ombre et de lumière. 
Oswald Achenbach est mort à Düsseldorf. Il est inhumé au cimetière du Nord de Düsseldorf. Les œuvres d'Oswald Achenbach sont conservées, entre autres, dans les musées de Düsseldorf et de Cologne, la Kunsthalle de Kiel et de Mannheim, la Staatsgalerie de Stuttgart et la Nouvelle Pinacothèque de Munich.